# Maria Offenberg
Maria Offenberg (* 4. August 1888 in Konitz (Westpreußen); † 5. April 1972 in Aachen) war eine deutsche Historikerin und Sozialpädagogin.

## Leben und Werk
Maria Offenberg studierte Volkswirtschaft, Philosophie und Geschichte in Münster, Berlin und Freiburg im Breisgau. 1920 promovierte sie in Freiburg im Fach Geschichte. 1921 und 1922 wirkte sie als Chefredakteurin der Zeitschrift „Christliche Frau“. Von 1921 bis 1941 baute sie die „Soziale Frauenschule“ (heute integriert in die Katholische Hochschule Nordrhein-Westfalen) des Katholischen Deutschen Frauenbundes (KDFB) in Aachen auf und fungierte gleichzeitig als Leiterin dieser Institution. Von 1946 bis 1957 leitete sie den Wiederaufbau dieser Schuleinrichtung. In dieser Funktion war sie Mitbegründerin der Union Catholique Internationale de Service Sociale.
Ihre Nachfolgerin als Schulleiterin war Augusta Schroeder.
Maria Offenberg verfasste kleinere Schriften zu Fragen der Frauenbewegung und der Kultur. Sie erhielt im August 1955 das Bundesverdienstkreuz.